# Cantone di Oradour-sur-Vayres
Il Cantone di Oradour-sur-Vayres era una divisione amministrativa dell'arrondissement di Rochechouart.
A seguito della riforma approvata con decreto del 20 febbraio 2014, che ha avuto attuazione dopo le elezioni dipartimentali del 2015, è stato soppresso.

## Composizione
Comprendeva i comuni di:
- Champagnac-la-Rivière
- Champsac
- Cussac
- Oradour-sur-Vayres
- Saint-Bazile